# Parauxesis machadoi
Parauxesis machadoi là một loài bọ cánh cứng trong họ Cerambycidae.